# Спеттекака
Спеттекака (швед. spettekaka, spettkaka или spiddekaga на сканском языке) — десерт в южных частях Швеции, главным образом в провинции Сконе и в Халланде. Это важная часть кулинарного наследия Сконе. Название означает «пирог на вертеле» и описывает метод приготовления: это шведский вариант пирога на вертеле.

## Описание
Смесь, состоящую в основном из яиц, картофельного крахмала или муки и сахара, медленно наматывают на шпажку, которую вращают над открытым огнем или другим источником тепла. Полученный таким образом десерт очень сухой. Затем его заворачивают в запечатанный пластиковый пакет, чтобы сохранить сухость. Чтобы пирог оставался хрустящим, его следует разворачивать только в тот момент, когда он должен быть съеден. Спеттекака может иметь размер от нескольких дюймов до нескольких футов в высоту и более фута в диаметре. Очень большие лепешки подаются путем выпиливания кубиков из торта, оставляя как можно больше у основания.
Спеттекаку часто подают с чёрным кофе, ванильным мороженым и портвейном. Чтобы аккуратно распилить десерт на кусочки для подачи, используется нож с зубчиками, так как спеттекака рассыпется или расколется, если использовать нож или слишком сильно надавить на полотно.
Самая большая в мире spettekaka была выпечена в Sjöbo, Scania, в 1985 году и занесена в Книгу рекордов Гиннеса 1986 года. Она была высотой 3,6 м и обожжена цельным куском.
Сканская спеттекака имеет статус PGI в соответствии с законодательством ЕС.
Другие разновидности теста на вертеле, которые изготавливаются по похожей технологии:
- Литва — Sakotis
- Польша — Sekacz
- Франция — Gateau a la broche
- Германия — Baumkuchen (Baumstriezel)
- Австрия — Prügertorte (Prügelkrapfen)
- Англия — Кing of cakes
- Чехия и Словакия — Trdelník
- Венгрия — Kürtőskalác